# نورمان ر. كلوغ
نورمان ر. كلوغ (بالإنجليزية: Norman R. Klug)‏ هو سياسي أمريكي، ولد في 9 يونيو 1905، وتوفي في 24 أكتوبر 1966. حزبياً، نشط في الحزب الجمهوري. وقد انتخب عضو جمعية ولاية ويسكونسن.